# 天皇杯·皇后杯全日本排球選手權大會
天皇杯·皇后杯全日本排球選手權大會（日语：／）是2007年新設立的日本排球大賽，主辦單位為日本排球協會。

## 賽事概要
2007年，隨著足球以及籃球都將「天皇杯大會」、「皇后杯大會」獨立，排球也跟進設立了本項賽事。本賽事為錦標賽制度，在日本排球協會登錄的國中以上隊伍（包含沙灘排球及軟式排球）都有參賽資格，並爭奪日本一的稱號。

## 賽事流程

### 都道府縣預賽
各都道府縣決勝出一隊參加地區預賽。

### 地區預賽
在全國9大區域（北海道地區、東北地區、關東地區、北信越地區、東海地區、近畿地區、中國地區、四國地區、九州地區）進行地區預賽。包含V.League Division2、俱樂部、實業團、大學、高中等，最終將決選出16支隊伍晉級天皇杯˙皇后杯本賽。

### 準決賽與決賽
在地區預賽獲勝的16支男子隊與14支女子隊將會與V.League參賽隊伍共編成男女各24隊的對戰表。首屆賽事在決賽輪使用「準決賽」與「決賽」稱呼，但第2屆（2008年）起，16強之後的賽事統稱為決賽輪（Final Round），分別稱為決賽輪1回戰、決賽輪2回戰、準決賽、決賽。

第3屆（2009年）賽事起，配合V.Premier League改制為男女各8隊，地區預賽也改為男女各16隊晉級。

## 歷屆冠軍隊伍
| 屆數   | 年度            | 男子                       | 男子                       | 女子                       | 女子                       |
| ------ | --------------- | -------------------------- | -------------------------- | -------------------------- | -------------------------- |
| 屆數   | 年度            | 冠軍                       | 亞軍                       | 冠軍                       | 亞軍                       |
| 第1屆  | 2007年 平成19年 | JT雷霆                     | 堺Blazers                  | 東麗箭                     | 久光製藥Springs            |
| 第2屆  | 2008年 平成20年 | 東麗箭                     | 松下黑豹                   | TOYOTA車體Queenseis        | 紅翼先鋒                   |
| 第3屆  | 2009年 平成21年 | 松下黑豹                   | JT雷霆                     | 久光製藥Springs            | Denso Airybees             |
| 第4屆  | 2010年 平成22年 | 三得利太陽鳥               | JT雷霆                     | Denso Airybees             | 東麗箭                     |
| 第5屆  | 2011年 平成23年 | 松下黑豹                   | FC東京                     | 東麗箭                     | TOYOTA車體Queenseis        |
| 第6屆  | 2012年 平成24年 | 松下黑豹                   | 東麗箭                     | 久光製藥Springs            | 東麗箭                     |
| 第7屆  | 2013年 平成25年 | 東麗箭                     | 捷太格特Stings             | 久光製藥Springs            | 岡山海鷗                   |
| 第8屆  | 2014年 平成26年 | JT雷霆                     | 松下黑豹                   | 久光製藥Springs            | 日立Rivale                 |
| 第9屆  | 2015年 平成27年 | 豐田合成Trefuerza          | JT雷霆                     | 久光製藥Springs            | NEC紅火箭                  |
| 第10屆 | 2016年 平成28年 | 東麗箭                     | 豐田合成Trefuerza          | 久光製藥Springs            | 日立Rivale                 |
| 第11屆 | 2017年 平成29年 | 松下黑豹                   | 豐田合成Trefuerza          | TOYOTA車體Queenseis        | Denso Airybees             |
| 第12屆 | 2018年 平成30年 | JT雷霆                     | 東麗箭                     | 久光製藥Springs            | TOYOTA車體Queenseis        |
| 第13屆 | 2019年 令和元年 | 因為COVID-19疫情嚴重而停辦 | 因為COVID-19疫情嚴重而停辦 | 因為COVID-19疫情嚴重而停辦 | 因為COVID-19疫情嚴重而停辦 |
| 第14屆 | 2020年 令和2年  | 捷太格特Stings             | 松下黑豹                   | JT吃驚仰天                 | 東麗箭                     |
| 第15屆 | 2021年 令和3年  | 名古屋狼犬                 | 堺拓荒者                   | 久光Springs                | 東麗箭                     |
| 第16屆 | 2022年 令和4年  | 捷太格特Stings             | 東麗箭                     | NEC紅火箭                  | 東麗箭                     |
| 第17屆 | 2023年 令和5年  | 松下黑豹                   | 名古屋狼犬                 | NEC紅火箭                  | 久光Springs                |
| 第18屆 | 2024年 令和6年  | 三得利太陽鳥大阪           | 大阪BLUTEON                | 維多利娜姬路               | SAGA久光Springs            |

## 歷屆最有價值球員
自第15屆賽事（2021年）起設置「最有價值球員(MVP)」。

| - 第15屆 – 巴爾托斯·庫雷克 - 第16屆 – 柳田將洋 - 第17屆 – 西田有志 - 第18屆 – 高橋藍 | - 第15屆 – 井上愛里沙 - 第16屆 – 古賀紗理那 - 第17屆 – 古賀紗理那 - 第18屆 – 井上愛里沙 |

## 贊助商
- 主辦單位：日本排球協會
- 協辦單位：體育廳、日本放送協會
- 獎金：冠軍1000萬、亞軍400萬（日幣）

## 外部連結
- 日本排球協會 （页面存档备份，存于）